# (8217) Dominikhašek
(8217) Dominikhašek, désignation internationale (8217) Dominikhasek, est un astéroïde de la ceinture principale.

## Description
(8217) Dominikhasek est un astéroïde de la ceinture principale. Il fut découvert le 21 avril 1995 à l'Observatoire d'Ondřejov par Petr Pravec et Lenka Šarounová. Il présente une orbite caractérisée par un demi-grand axe de 2,25 UA, une excentricité de 0,17 et une inclinaison de 2,4° par rapport à l'écliptique.

## Compléments